# Арму
Арму́ — река на Дальнем Востоке России, протекает по Красноармейскому району Приморского края.
Длина реки 231 км (вместе с рекой Валинку), или 168 км (без реки Валинку), площадь бассейна — 5424 км², общее падение реки — 1140 м.
Впадает в Большую Уссурку справа на территории национального парка «Удэгейская легенда».

## Гидрография
Река протекает в узкой извилистой горной долине в юго-западном направлении. Берега скалистые, обрывистые, часто подмываются. Дно реки в верховье валунно-галечниковое, в среднем и нижнем течении — песчано-галечниковое. Перекаты на реке чередуются с плёсами, изредка встречаются пороги, образующие водопады. Пойма заросла тайгой.

## Водный режим
Питание реки в основном дождевое, доля снегового питания в отдельные годы доходит до 18 %, доля подземного питания в верховье около 15-20 %, в нижнем 5-10 %.
Ледостав наступает в начале ноября, на отдельных участках Арму перемерзает. Вскрывается в начале апреля, тогда появляются промоины, которые постепенно увеличиваются к началу массового таяния льда.
Пик половодья проходится в первой половине мая. Спад уровней продолжается до конца мая, после чего наступает сезон летне-осенних паводков. В течение года обычны 3-4 паводка, но в отдельные годы их количество возрастает до 6-7, самые интенсивные происходят в июле-августе. В тёплое время происходит до 96 % годового стока, зимой — около 4 %.

## Притоки
У реки 280 притоков общей протяжённостью 566 км.
Объекты перечислены по порядку от устья к истоку.
- 10 км: Малая Сибича
- 16 км: Большая Сибича
- 24 км: Ганхоза
- 28 км: Микула
- 35 км: Байлаза
- 52 км: Мудацен
- 59 км: река без названия
- 73 км: река без названия
- 81 км: река без названия
- 95 км: Кандома
- 96 км: Нанца
- 109 км: река без названия
- 118 км: река без названия
- 125 км: река без названия
- 126 км: Берёзовая
- 138 км: Валинку
- 156 км: река без названия

## Хозяйственное использование
В бассейне реки производилась заготовка древесины. Лесовозные дороги и «усы» проложены по многим притокам Арму. Но в целом, район отличается высокой залесённостью с большим видовым разнообразием флоры и фауны. В бассейнах Валинку и Обильная расположены рудопроявления и месторождения олова. В посёлках Таёжное и Молодёжное работали горнообогатительные комбинаты.

## Водный туризм
Река полноводна на всём своём протяжении и доступна для батов (современные баты строятся из кедровых досок под подвесной мотор). Раньше, когда не было дорог, баты поднимались по р. Обильной (Нанцы), где в районе с. Таёжное была лодочная пристань. В настоящее время река известна как объект туризма и рыбалки. По Арму проложен один из наиболее популярных в Приморье маршрутов для сплава.